# Stars Go Dim
Stars Go Dim (SGD) es una banda de rock de pop americana de Tulsa, Oklahoma que se formó a finales de 2007. La banda originalmente estaba compuesta por Chris Cleveland (voz, piano y guitarra), Joey Avalos (guitarra), Michael Wittig (bajo) y Lester Estelle II (batería). Ahora compuesta por Chris Cleveland, Michael Cleveland, Kyle Williams y Josh Roach, la banda recientemente firmó con Fervent Records (Word Entertainment). Stars Go Dim anunció su álbum debut homónimo lanzado en octubre de 2015. Su primer sencillo es "You Are Loved".

## Historia
Stars Go Dim comenzó como un proyecto paralelo de la banda de rock cristiano Pilar. Wittig y Estelle finalmente abandonaron Pillar para enfocarse en Stars Go Dim en 2008. Avalos también fue miembro de gira de Pillar antes de comprometerse con la nueva banda, y anteriormente estuvo en Justified.
Después de formarse a finales de 2007, la banda terminó de grabar y finalmente lanzó su primer EP homónimo en octubre de 2008, que consta de cinco canciones: "Come Around", "Crazy", "Walk On", "Incredible" y "Get Over It". Avalos declaró que, "Nos encanta escribir canciones que te dan ganas de cantar", y "no fue hasta que escribí unas doce canciones que nos dimos cuenta de lo que teníamos. Es realmente este intrincado lío de una historia de amor que se desarrollará con nuestro álbum de larga duración."
Después de formarse y lanzar su primer EP, la banda ha tenido un éxito moderado. Se han abierto para Switchfoot, The Fray, Daughtry y Graham Colton y han compartido el escenario con Paramore, The All-American Rejects y The Roots. La banda acredita su éxito a sus fanáticos. Cleveland declaró: "Realmente tenemos los mejores fanáticos. Realmente ellos estaban a bordo con nosotros cuando solo teníamos unos pocos videos de nosotros escribiendo las canciones y ninguna otra música o campanas y silbidos que ofrecer". Wittig también comentó sobre los fanáticos de la banda, diciendo: "Las comunidades online nos han ayudado a conocer mejor a nuestros fans y viceversa. Siempre estamos ideando nuevas formas de conectarnos."
Para continuar con su EP, la banda lanzó su primer álbum completo Love Gone Mad el 4 de agosto de 2009.
Desde el  2010, Lester Estelle II no es miembro oficial de la banda, pero aún hace trabajos de ingeniería y estudio para la banda. En 2011, SGD lanzó dos sencillos, "Like I Mean It" y "Hesitate", y grabó videos musicales para ambos. El video musical "Like I Mean It" se tomó para rotación en mtvU en febrero de 2011.
La banda firmó con Fervent Records, una sello de Word Records, donde lanzaron su primer álbum de estudio de un sello importante, Stars Go Dim, el 30 de octubre de 2015.

## Discografía

### Álbumes de estudio
| Año  | Álbum | Máxima posición | Máxima posición |
| Año  | Álbum | US Heat.        | US Christ.      |
| ---- | --- | --------------- | --------------- |
| 2009 | Love Gone Mad - Lanzado: 4 de agosto del 2009 - Sello: Independiente - Formatos: #LP, CD, descarga digital | —               | —               |
| 2015 | Stars Go Dim - Lanzado: 30 de octubre del 2015 - Sello: Ferviente - Formatos: CD, descarga digital         | 5               | 16              |
| 2019 | Better - Publicado: 17 de mayo de 2019 - Sello: Word/Curb - Formatos: CD, descarga digital                 | —               | —               |

Love Gone Mad fue lanzado el 4 de agosto de 2009. La banda también grabó un video musical para las canciones "Come Around" y "Get Over It". Al hablar sobre el álbum, Avalos dijo una vez: "Probablemente escribí 20 canciones en aproximadamente dos semanas y esto es lo que salió de él."
Todas las pistas están escritas por Joey Avalos, excepto donde se indique.
Love Gone Mad lista de canciones.
| N.º             | Título                         | Escritor(es)      | Duración |
| --------------- | ------------------------------ | ----------------- | -------- |
| 1.              | "Get Over It"                  |                   | 4:42     |
| 2.              | "Incredible"                   |                   | 3:49     |
| 3.              | "Come Around"                  | Avalos, Cleveland | 3:52     |
| 4.              | "Love Gone Mad"                |                   | 3:50     |
| 5.              | "Catch Me If You Can"          |                   | 3:23     |
| 6.              | "Where Has Our Love Gone"      |                   | 4:36     |
| 7.              | "Crazy"                        | Avalos, Cleveland | 4:30     |
| 8.              | "Letting Go"                   |                   | 3:17     |
| 9.              | "Hoping for Tomorrow"          |                   | 5:39     |
| 10.             | "Walk On"                      | Avalos, Cleveland | 4:52     |
| 11.             | "You've Got Me"                |                   | 4:28     |
| 12.             | "More Than Love" (Bonus track) |                   | 3:07     |
| Duración total: | Duración total:                | Duración total:   | 48:05    |

### EPs
- 2008 – Stars Go Dim
- 2011 – Between Here and Now
- 2018 – Better
- 2018 – Christmas Is Here

### Sencillos
| Título                                          | Año  | Máxima posición | Máxima posición | Máxima posición | Álbum                  |
| Título                                          | Año  | USChrist        | USChrist        | USChrist AC     | Álbum                  |
| ----------------------------------------------- | ---- | --------------- | --------------- | --------------- | ---------------------- |
| "Hesitate"                                      | 2011 | —               | —               | —               | Between Here and Now   |
| "Love This Girl"                                | 2013 | —               | —               | —               | No álbum-solo sencillo |
| "You Are Loved"                                 | 2016 | 7               | 1               | 2               | Stars Go Dim           |
| "Walking Like Giants"                           | 2016 | 31              | 21              | 25              | Stars Go Dim           |
| "How Glorious The Love Of Heaven"               | 2016 | 27              | 9               | 4               | Christmas Is Here      |
| "Doxology"                                      | 2017 | —               | 36              | —               | Stars Go Dim           |
| "Heaven On Heart"                               | 2018 | 15              | 11              | 12              | Better                 |
| "I Look To You"(feauturing Club Social Misfits) | 2018 | —               | —               | —               | Better                 |
| "Pieces"                                        | 2018 | —               | —               | —               | Better                 |
| "You Know Me Better"                            | 2018 | 28              | 19              | 22              | Better                 |
| "Christmas Is Here"                             | 2018 | 26              | 11              | 13              | Christmas Is Here      |
| "It's Gonna Get Better"                         | 2019 | —               | —               | —               | Better                 |
| "For Worse Or Better"                           | 2019 | —               | —               | —               | Better                 |
| "Invisible"                                     | 2019 | —               | —               | —               | Better                 |

## Miembros de banda
- Chris Cleveland: voz principal, piano, guitarra (2007-presente)
- Josh "Black Panda" Roach: tambores (2012-presente)
- Joey Avalos: guitarra acústica (2007-presente) guitarra eléctrica (2012-presente)
- Kyle Williams: (2012-presente)

## Premios y nominaciones
En 2009, la banda ganó el Premio al Artista del Año: Hear It Now por Channel One News. Ese mismo año, la banda ganó el premio "Absolute Best of Tulsa" de Urban Tulsa Weekly para el Mejor Grupo Pop Rock el 8 de agosto de 2009.
En 2016, Stars Go Dim fue nominada para un Premio Dove en la categoría "Nuevo Artista del Año".